# 243262 Korkosz
243262 Korkosz este un asteroid din centura principală de asteroizi.

## Descriere
243262 Korkosz este un asteroid din centura principală de asteroizi. A fost descoperit pe 31 decembrie 2007 la Observatorul Schiaparelli de Luca Buzzi. Asteroidul prezintă o orbită caracterizată de o semiaxă mare de 2,63 ua, o excentricitate de 0,02 și o înclinație de 11,5° în raport cu ecliptica.